# Paolo Schiavo
Paolo Schiavo, pseudonimo di Paolo di Stefano Badaloni (Firenze, 1397 – Pisa, 1478), è stato un pittore, miniatore e fornitore di disegni per ricami italiano.

## Biografia
Nasce a Firenze nel 1397. Formatosi nell'ambiente camaldolese dominato dall'opera di Lorenzo Monaco, secondo il Vasari è a bottega presso Masolino da Panicale, influenzato dalla pittura di Masaccio e successivamente di Domenico Veneziano.
Per via stilistica gli possono essere attribuiti: la Visitazione, la Natività e l'Adorazione dei Magi ora alla Collezione Johnson di Filadelfia; l'Annunciazione di Berlino e la tavola con il Cristo nell'Orto e San Girolamo penitente ora al Museo di Altenburg, collocabili tra il 1420 e il 1430. Nel 1429 si immatricolò all'Arte dei Medici e Speziali. Nel 1435 circa è a Castiglione Olona insieme a Masolino, dove realizzò alcuni affreschi nell'abside della Collegiata di Castiglione Olona con Storie di santa Maria. Lui in particolare realizzò tutte le lunette e gli affreschi del muro meridionale dell'abside. 
A Montelupo Fiorentino, presso il crocevia tra la via maestra pisana, la Villa medicea dell'Ambrogiana, la via verso Volterra, e quella verso il Chianti lungo il torrente Pesa, vi è una Madonna con bambino tra Angeli e Santi datata intorno al 1436, adesso inserita nell'Oratorio dell'Erta, ma originariamente affrescata su un tabernacolo stradale.

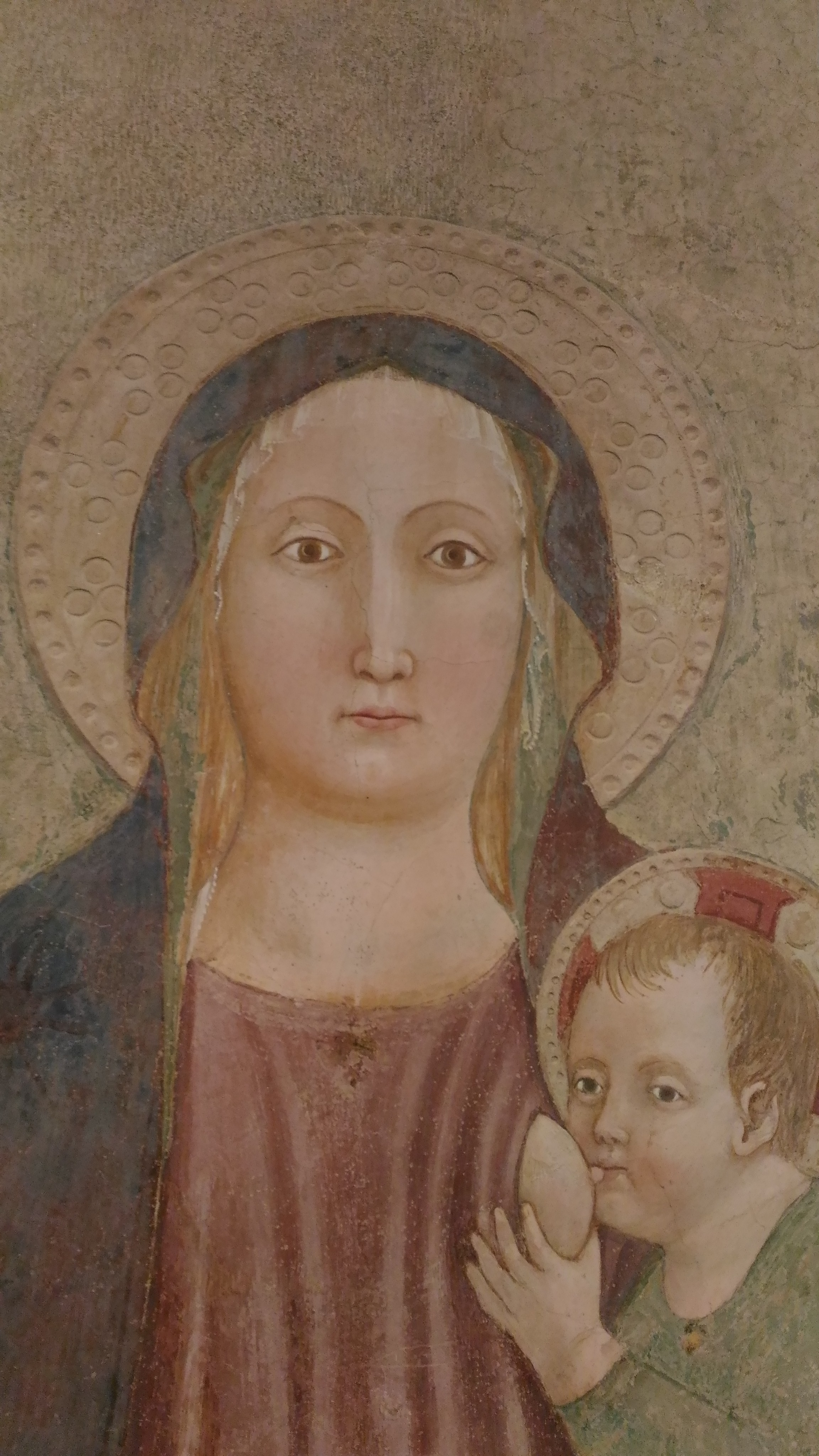
Particolare dell'affresco centrale ascrivibile a Paolo Schiavo posto nell'Oratorio dell'Erta a Montelupo Fiorentino, rappresentante la Madonna col Bambino tra Santi e Angeli, datato intorno al 1436

Tra il 1435 e il 1440 eseguì le tavole con Coro di angeli musicanti, Sant'Ansano e San Biagio per un tabernacolo nella chiesa di San Lorenzo a San Giovanni Valdarno, in collaborazione con lo Scheggia: esecutore della tavola centrale con la Madonna col Bambino in trono e di un'altra tavola con Coro di angeli musicanti: tali dipinti sono oggi nel Museo della basilica di Santa Maria delle Grazie. Opere successive sono l'affresco con la Madonna e Santi della chiesa di San Miniato al Monte a Firenze (1436), il Tabernacolo dell'Olmo a Castello, vicino a Firenze (1447) e la Crocifissione mistica di Sant'Apollonia, sempre a Firenze (1448).
Del 1460 sono gli affreschi che la tavola dell'Oratorio delle Querce a Legnaia, vicino a Firenze. Dal 1462 è documentato a Pisa dove lasciò un Crocifisso ora al Museo di San Matteo. Qui dove morì nel 1478.
Attribuito a Paolo Schiavo è anche un ciclo di affreschi che si conserva a Castelnuovo d'Elsa, frazione del comune di Castelfiorentino, nella chiesa dei Santi Lorenzo e Barbara. Nella parte superiore vi si vede una Crocifissione con i dolenti; immediatamente sotto, dentro una nicchia affrescata nel sottarco con figure di Cristo e di Santi e nella parete di fondo con una Pietà e le figure di Santa Verdiana e Santa Caterina di Alessandria, oltre a una tavola con la Madonna tra i santi Lorenzo, Barbara, Gregorio, Giacomo e il committente. Le opere furono probabilmente dipinte intorno agli anni sessanta del Quattrocento. Un po' più tarda dovrebbe essere la realizzazione dell'affresco della Madonna del latte nella chiesa di San Martino a Vespignano a Vicchio di Mugello (recentemente restaurato), nonché quello molto deteriorato detto della Madonna dell'umiltà presente in un tabernacolo poco più a nord di Vespignano in località detta Bruna